# Illici
Illici (łac. Dioecesis Illicitanus) – stolica historycznej diecezji w Hiszpanii. 
Współczesne miasto Elche we wspólnocie autonomicznej Walencja. Obecnie katolickie biskupstwo tytularne ustanowione w 1969 przez papieża Pawła VI.

## Biskupi tytularni
| Lp. | Biskup                       | Funkcja                                     | Od               | Do              |
| --- | ---------------------------- | ------------------------------------------- | ---------------- | --------------- |
| 1   | José Souto Vizoso            | emerytowany biskup Palencii (Hiszpania)     | 31 marca 1970    | 11 grudnia 1970 |
| 2   | José Freire de Oliveira Neto | biskup pomocniczy Mossoró (Brazylia)        | 3 listopada 1973 | 21 maja 1979    |
| 3   | Romeu Brigenti               | biskup pomocniczy Rio de Janeiro (Brazylia) | 2 sierpnia 1979  | 10 marca 2008   |
| 4   | Luis Mariano Montemayor      | nuncjusz apostolski                         | 19 czerwca 2008  |                 |